# セイブシシバナヘビ
セイブシシバナヘビ（西部猪鼻蛇、Heterodon nasicus）は、有鱗目ナミヘビ科シシバナヘビ属に分類されるヘビ。

## 分布
アメリカ合衆国、カナダ
模式標本（ネオタイプ）の産地（模式産地）はテキサス州。

## 形態
全長は38-60cm。最大全長154cm。オスよりもメスの方が大型になり、オスは最大でも全長66cm。体形は太い。胴体中央部の斜めに列になった背面の鱗の数（体列鱗数）は23。総排出口までの腹面にある幅の広い鱗の数（腹板数）はオス129-147、メス139-156。腹面の総排出口から後部の鱗の数（尾下板数）はオス35-50、メス26-41。体色は淡褐色で、褐色の斑紋が正中線と側面に沿って並ぶ。腹面の鱗（腹板）は黒く、不規則に黄色い斑紋が入る。
吻端板は幅広く左右の眼の間隔と同じくらいあり、シシバナヘビ属内では最も反りあがる。

### 毒
唾液に獲物を痺れさせる毒がある。

## 生態
基底が砂地の草原や半砂漠地帯に生息する。薄明薄暮時に活動する。
食性は動物食で、小型両生類、小型爬虫類、小型の鳥類、小型哺乳類、動物の死骸等を食べる。属内でも食性が幅広い。
繁殖形態は卵生。3-5月に交尾し、6-8月に1回に4-23個の卵を産む。卵は40-60日程で孵化する。オスは1-2年、メスは2-3年で性成熟する。

## 人間との関係
ペットとして飼育されることもあり、日本にも輸入されている。主に飼育下繁殖個体が流通する。高価だが、品種も作出されている。
ケージは脱走されないような物を用いる。床材としてウッドチップやウッドシェイブ、メンテナンス性を重視するならキッチンペーパー等を用いるが、こまめに交換するようにする。
多くの個体は初めからマウスに餌付いていることが多い。しかし稀に流通する野生個体や、飼育者自身が飼育下繁殖を成功させて産まれた幼蛇の場合はカエルしか食べないこともある。初めはカエルしか食べない個体でもカエルにピンクマウスの皮や汁をつけて与え、それを食べるようならピンクマウスにカエルの粘膜や皮をつけて与える等の段階を経てマウスに餌付けることはできる。
唾液には毒があるが、人に対して威嚇等で噛みついてくることはない。しかし給餌中に餌と間違えて噛みつくことがあるため注意が必要。長時間噛まれた際に患部が腫れあがった例があるため、長めのピンセットを用いたり夜間に置き餌をする等してなるべく給餌中の接触は避ける。